# Стюард (работник стадиона)
Стюард (оф. Контролер-распорядитель) (анг. steward) — сотрудник, который ассистирует организаторам массовых мероприятий. В его обязанности входит контроль за соблюдением порядка на стадионе и безопасности зрителей.
1400  стюардов работали  на Чемпионате мира по футболу в России 2018 году.   Стюарды останавливали акцию Pussy Riot «Милиционер вступает в игру», 15 июля в начале второго тайма на  матче между Францией и Хорватией.
Заметные изменения в работе стюардов произошли из-за трагедии в Англии 1985  (пожар на стадионе в Брэдфорде) и 1989 году  (давка в Хиллсборо).

## Функции стюардов
Функции стюардов зависят от размера и конфигурации спортивного объекта, а также характера мероприятия. В основные обязанности стюарда входит:
- контроль состояния стадиона до, во время и после матча;
- наблюдение за движением зрителей, подсказки гостям мероприятия, контроль потока людей;
- проверка билетов у пришедших на объект;
- совместный со службой безопасности или сотрудниками правоохранительных органов осмотр посетителей на предмет наличия запрещённых для проноса на стадион вещей
- рассадка зрителей;
- отслеживание соблюдения правил поведения, контроль болельщиков на секторе;
- информационное сопровождение;
- сбор претензий и жалоб;
- урегулирование конфликтов, вызов на помощь сотрудников службы безопасности, скорой медицинской помощи, пожарных;
- помощь в эвакуации зрителей при возникновении чрезвычайных ситуациях.

## Особенности
- Стюардам запрещено смотреть матчи, на которых они работают[11]
- Им нельзя ловить болельщиков, которые без билетов пробегают мимо турникетов
- Запрещается физическое воздействие

## Категории[12]
- стюарды на парковке, которые регулируют движение около объекта;
- стюард на осмотре;
- стюард на входе, проверяющий входные билеты и аккредитации;
- стюард на трибуне, следящий за порядком;
- стюард на поле - стоит спиной к полю и следит за происходящим на секторах;
- стюард VIP зоны;
- стюард в спортивной зоне;
- старший стюард - контролирует остальных стюардов;
- супервайзер следит за действиями старшего стюарда.

## Законы
- Регулируется Федеральным законом «О спорте»[13]
- Правилами ФИФА

## Происшествия
- Евро-2016. Стюард, пострадавший от взрыва петарды, получит футболку сборной Хорватии с автографами игроков[14]
- Российская футбольная Премьер-Лига 2019. Массовая драка болельщиков и смерть стюарда на матче чемпионата России по футболу[15]